# اتحاد المطاعم في ولاية نيويورك ضد مجلس مدينة نيويورك للصحة
تحادالمطاعم في ولاية نيويورك ضد مجلس مدينة نيويورك للصحة هي قضية تقررها محكمة الاستئناف بالولايات المتحدة الأمريكية.نشأت القضية بعد أن أصدرت مدينة نيويورك قانونًا في يناير 2007 لتصبح أول مدينة أمريكية تطلب سلاسل مطاعم لتوضيح عدد السعرات الحرارية في كل شيء في قوائم الطعام. أقام اتحاد مطاعم ولاية نيويورك (NYSRA) دعوى قضائية ضدها بحجة التعدي على حرية التعبير التجارية بموجب التعديل الأول لدستور الولايات المتحدة الأمريكية. جادلت NYSRA أيضًا أن قانون وضع بطاقات التغذية والتعليم(NLEA) لعام 1990 ولوائح FDAاستبقت نظام نشر السعرات الحرارية في نيويورك. رفضت الدائرة الثانية جميع ادعاءات اتحادالمطاعم وأيدت قانون مدينة نيويورك.انضم عضو الكونغرس هنري واكسمان، الذي كان الراعي الرئيسي لNLEA، إلى أصدقاء المحكمة لدعم موقف مدينة نيويورك وكانت تمثلها مجموعة مقاضاة المواطنين العامة.